# SRC Kale
SRC Kale (maced. Спортско рекреативниот центар Кале, pol. Centrum Sportu i Rekreacji Kale) – wielofunkcyjna hala sportowo-widowiskowa w Skopju w Macedonii Północnej, zlokalizowana w pobliżu twierdzy Skopsko Kale oraz Parku Centralnego. Domowy obiekt dwóch męskich drużyn koszykarskich: KK Rabotničkiego Skopje i KK Wardaru Skopje, a wcześniej dwóch zespołów piłki ręcznej: RK Wardaru Skopje (męskiego) i ŽRK Wardaru Skopje (żeńskiego). Pojemność jej trybun wynosi 2500 miejsc.
Hala gościła imprezy rangi mistrzowskiej, np. Mistrzostwa Europy w Piłce Siatkowej Mężczyzn 1975, Mistrzostwa Świata U-21 w Piłce Ręcznej Mężczyzn 2007, Mistrzostwa Świata U-20 w Piłce Ręcznej Kobiet 2008 i Mistrzostwa Świata U-18 w Piłce Ręcznej Kobiet 2014, a także 3-krotnie finały Ligi Mistrzyń piłkarek ręcznych (2000, 2002, 2005). Odbywały się w niej również zawody bokserskie, zapaśnicze, koszykarskie oraz koncerty muzyczne.